# Heliotropium flintii
Heliotropium flintii är en strävbladig växtart som beskrevs av Ferdinand von Mueller och A.S. Mitchell. Heliotropium flintii ingår i Heliotropsläktet som ingår i familjen strävbladiga växter. Inga underarter finns listade i Catalogue of Life.